# Regatta i Sainte-Adresse
Regatta i Sainte-Adresse (franska: Régates à Sainte-Adresse) är en oljemålning av den franske impressionistiske konstnären Claude Monet från 1867. Den ingår i Metropolitan Museum of Arts samlingar i New York. 

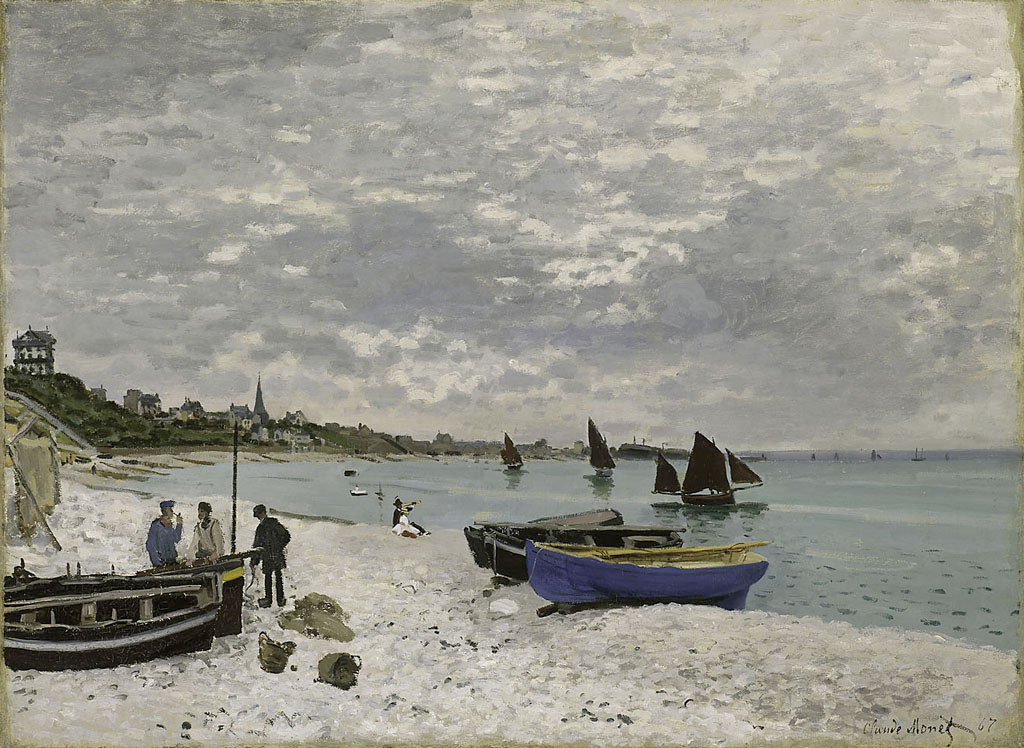
Stranden i Sainte-Adresse (1867), Art Institute of Chicago.

Den liknande Stranden i Sainte-Adresse (franska: La Plage de Sainte-Adresse) målades samma år, från samma utgångspunkt och på lika stor duk. Målningen ställdes ut på den andra impressionist-utställningen i Paris 1876 och är sedan 1933 i Art Institute of Chicagos ägo.
Monet tillbringade sommaren 1867 med sin släkt i Sainte-Adresse, en semesterort vid Engelska kanalen i hans hemtrakter i Normandie. Det var en produktiv tid för Monet. Samtidigt präglades perioden av den spända relationen till fadern Adolphe som inte accepterade hans relation med Camille Doncieux. I augusti samma år födde hon sonen Jean Monet; det dröjde dock till 1870 innan de gifte sig. Samma sommar målade Monet av fadern i Terrassen i Sainte-Adresse. 